# Philodendron xanadu
Philodendron xanadu är en kallaväxtart som beskrevs av Croat, Mayo och J.Boos. Philodendron xanadu ingår i släktet Philodendron och familjen kallaväxter. Inga underarter finns listade.

## Bildgalleri

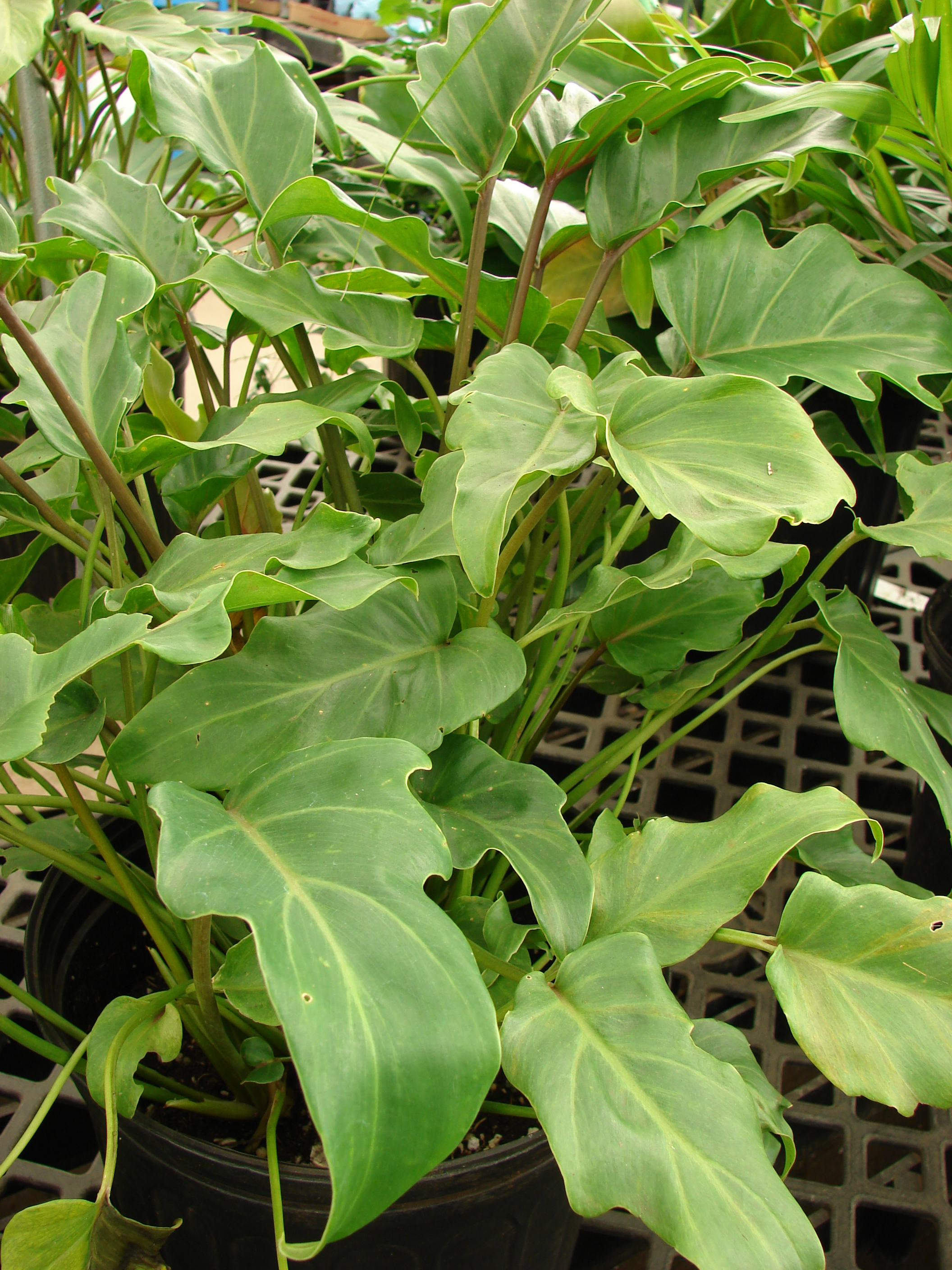
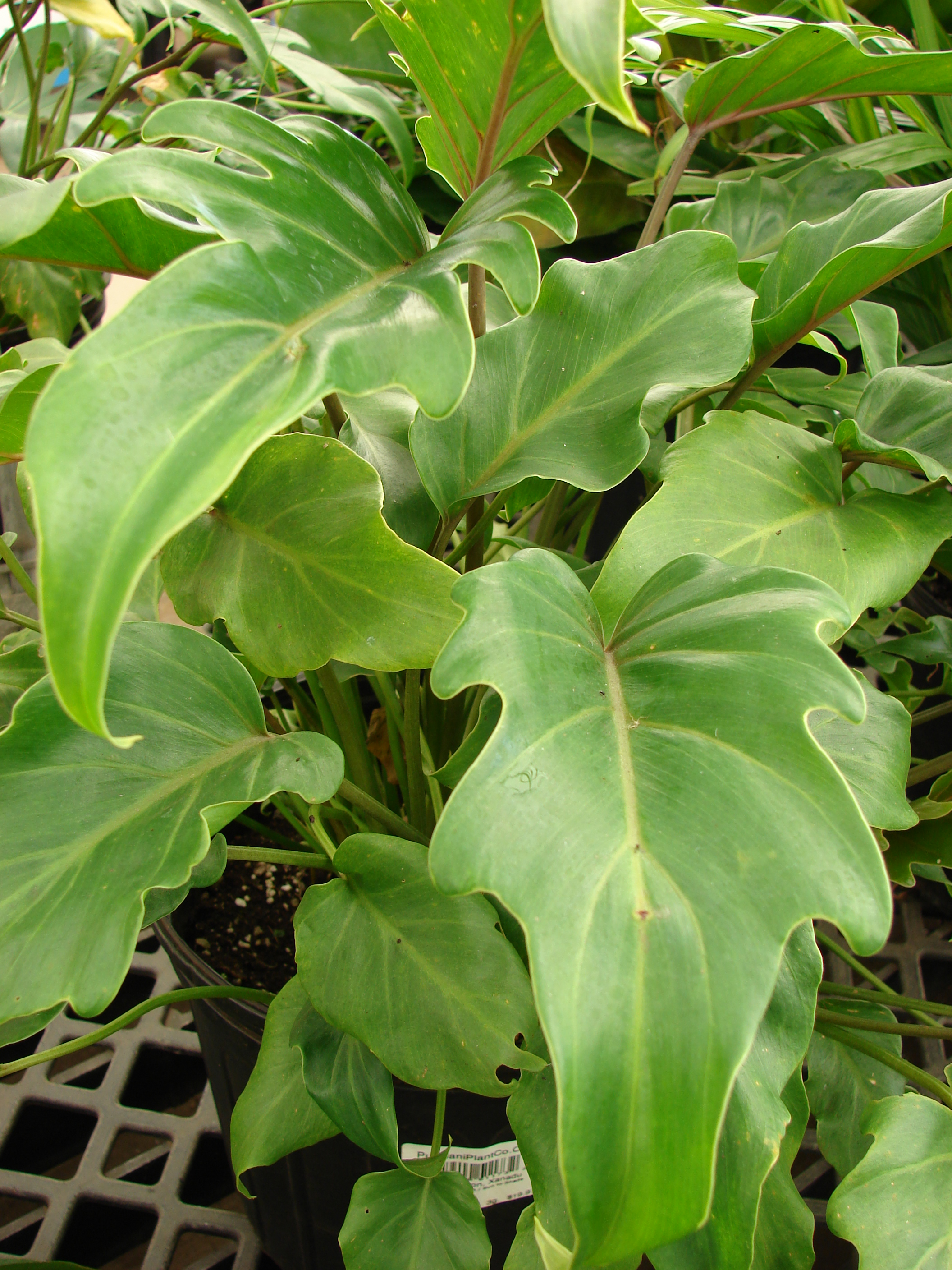